# Вест-Самосет (Флорида)
Вест-Самосет (англ. West Samoset) — переписна місцевість (CDP) в США, в окрузі Манаті штату Флорида. Населення — 6482 особи (2020).

## Географія
Вест-Самосет розташований за координатами 27°28′13″ пн. ш. 82°33′19″ зх. д. / 27.47028° пн. ш. 82.55528° зх. д. (27.470257, -82.555183).  За даними Бюро перепису населення США в 2010 році переписна місцевість мала площу 3,45 км², уся площа — суходіл.

## Демографія
Згідно з переписом 2010 року, у переписній місцевості мешкали 5583 особи в 1785 домогосподарствах у складі 1205 родин. Густота населення становила 1618 осіб/км².  Було 2150 помешкань (623/км²).
Расовий склад населення:
| - 57,7 % — білих - 23,4 % — чорних або афроамериканців - 0,4 % — корінних американців - 0,2 % — вихідців з тихоокеанських островів - 0,1 % — азіатів - 14,4 % — осіб інших рас |

До двох чи більше рас належало 3,7 %. Частка іспаномовних становила 48,5 % від усіх жителів.
За віковим діапазоном населення розподілялося таким чином: 31,5 % — особи молодші 18 років, 59,4 % — особи у віці 18—64 років, 9,1 % — особи у віці 65 років та старші. Медіана віку мешканця становила 29,3 року. На 100 осіб жіночої статі у переписній місцевості припадало 99,4 чоловіків;  на 100 жінок у віці від 18 років та старших — 98,5 чоловіків також старших 18 років.
Середній дохід на одне домашнє господарство  становив 29 937 доларів США (медіана — 21 237), а середній дохід на одну сім'ю — 31 669 доларів (медіана — 24 813). Медіана доходів становила 22 669 доларів для чоловіків та 23 087 доларів для жінок. За межею бідності перебувало 49,1 % осіб, у тому числі 78,4 % дітей у віці до 18 років та 26,5 % осіб у віці 65 років та старших.
Цивільне працевлаштоване населення становило 2670 осіб. Основні галузі зайнятості: будівництво — 17,5 %, науковці, спеціалісти, менеджери — 16,1 %, освіта, охорона здоров'я та соціальна допомога — 16,0 %.